# Ulugurocoris
Ulugurocoris is een geslacht van wantsen uit de familie van de Aenictopecheidae. Het geslacht werd voor het eerst wetenschappelijk beschreven door Štys & Banar in 2013.

## Soorten
Het genus bevat de volgende soorten:

- Ulugurocoris grebennikovi Stys & Banar, 2013